# Bakterijska vaginoza
Bakterijska vaginoza (BV) je bolezen nožnice, ki jo povzroča čezmerna rast bakterij. Pogosti simptomi so med drugim povečan izcedek iz nožnice, ki pogosto zaudarja po ribah. Izcedek je navadno bele ali sive barve. Med puščanjem vode lahko pride do pekočega občutka. Srbenje se običajno  ne pojavlja. Včasih je bolezen brez znakov.   BV poveča za okoli dvakrat tveganje okužbe z vrsto drugih spolno prenosljivih okužb, med drugim  s HIV/AIDS. Povečuje tudi tveganje za zgodnji porod pri nosečnicah.
BV je posledica neravnovesja med bakterijami, ki so naravno prisotne v nožnici. V najbolj pogostih vrstah bakterij se skupno število prisotnih za sto do tisočkrat. Tipično postanejo bakterije, ki niso vrste Lactobacilli, bolj pogoste. Dejavniki tveganja so med drugim tuširanje, novi ali veči spolni partnerji, antibiotiki,  intrauterina kontracepcija. Bolezen pa se ne šteje med spolno prenosljive okužbe. Diagnoza sloni na sumu zaradi simptomov, lahko se preveri s testiranjem nožničnega izcedka, ali je pH nad za nožnico običajno vrednostjo in ali je v njem prisotno veliko število bakterij. BV se pogosto zamenjuje z okužbo nožnice s kvasovkami ali z okužbo s Trichomonas.
Običajno se bolezen zdravi z antibiotiki, kot so klindamicin ali metronidazol. Ta zdravila se lahko uporabljajo tudi v drugem ali tretjem tromesečju  nosečnosti. Vendar pa po zdravljenju pogosto pride do ponovnega izbruha bolezni. Probiotiki lahko ponoven pojav pomagajo preprečiti. Ali uporaba probiotikov ali antibiotikov vpliva na izid nosečnost, ni jasno.
BV je najpogostejša okužba nožnice pri ženskah v rodni dobi. Odstotek prizadetih žensk  se v danem trenutku giblje med 5 % in 70 %. BV je najbolj pogosta v delih Afrike in najmanj v Aziji in Evropi. V Združenih državah Amerike je prizadetih približno 30 % žensk v starosti med 14 in 49. Pogostnost se med etničnimi skupinami v državi občutno razlikuje.  Znake BV je najti že daleč v zgodovini človeka, prvi jasno dokumentiran primer izvira iz leta 1894.